# Koning Kevin
Koning Kevin (tot 2006 Spelewei) is een door de Vlaamse Gemeenschap erkende landelijk georganiseerde jeugdwerkorganisatie. Ze geeft kadervorming voor jeugdwerkers en jeugdbegeleiders en organiseert vakanties voor kinderen en jongeren van 4 tot 26 jaar. Thuisbasis is het jeugdverblijfcentrum Heiberg in Kessel-Lo, maar er worden kampen georganiseerd in heel België en een jongerenkamp in het buitenland.

## Geschiedenis
Spelewei is eind jaren 50 ontstaan als kaderschool aan het College O.-L.-V.-ten-Doorn in Eeklo om monitoren op te leiden voor de aan die school verbonden speelpleinen. Er kwamen andere locaties bij en er werd in de geest van de jaren 60 gewerkt aan zelfontplooiing via expressie in een antiautoritair en ervaringsgericht kader.
De werking werd onafhankelijk na samensmelting en afscheuring van de Speeldienst van de Bond (later Crefi en Jonge Helden). Tussen 1987 en 2005 groeide de organisatie uit waardoor Spelewei verhuisde naar Kessel-Lo om hun zomerkampen te organiseren als uitbater van het erkende jeugdverblijfcentrum de Heiberg. 
In 2006 veranderde de naam in Koning Kevin. De organisatie kan buigen op een netwerk van 200 vrijwilligers, ondersteund door tien tot vijftien werknemers, afhankelijk van projecten en subsidies.